# 何宛淇
何宛淇，BBS（1993年11月9日—），香港硬地滾球傷殘運動員。畢業於香港紅十字會甘迺迪中心及香港浸會大學社會科學院中國研究課程社會學系。

## 簡歷
何宛淇自小患有脊髓性肌肉萎縮症。
何首次代表港隊出戰2009年東京亞洲青年殘疾人運動會即拿下個人及雙打金牌，但因病情惡化，在不久後要轉級作賽。
2024年11月5日，何宛淇在Threads發文，指自己打算到銅鑼灣泰國餐廳Ayutthaya用膳，但遭到餐廳職員以輪椅阻礙其他人為由拒絕，事後大批網民在該餐廳社交媒體抱不平。

## 榮譽
- 2009年 東京青少年殘亞運會 個人及雙打金牌
- 2016年 巴西里約熱內盧殘運 香港首位BC3硬地滾球運動員參與殘疾人奧運會 第五名
- 2016年 十大再生勇士
- 2019年 首爾硬地滾球亞洲及大洋洲錦標賽 個人組金牌
- 2019年 行政長官社區服務獎狀
- 2019年 香港傑出運動員選舉 香港最具潛質運動員
- 2021年 東京殘奧硬地滾球混合BC3級雙人賽 殿軍
- 2021年 杜拜硬地滾球亞洲及大洋洲錦標賽 個人組銅牌
- 2021年 全港時尚專業女性
- 2022年 香港傑出女運動員
- 2023年 香港十大傑出青年選舉 香港十大傑出青年
- 2024年 巴黎殘奧硬地滾球女子單人BC3級個人賽 冠軍
- 2024年 巴黎殘奧硬地滾球混合BC3級雙人賽 冠軍

## 外部連結
- 何宛淇的Instagram帳戶